# 怀特伍德 (南达科他州)
怀特伍德（英語：Whitewood），是美国南达科他州下属的一座城市。根据2010年美国人口普查，该市有人口938人。论人口在本州排行第67。